# Низар, Шарль
Мари Леонар Шарль Низа́р (фр. Marie Léonard Charles Nisard; 10 января 1808, Шатийон-сюр-Сен — 16 июля 1890) — французский филолог и научный писатель, редактор и переводчик латинских текстов и историк литературы.
Заместитель министра в Министерстве полиции в 1850 году, занимался выявлением и изъятием разносной литературы, сумев собрать большую коллекцию популярных нелегальных книг. Выпустил первое историческое исследование по этому вопросу, а также несколько исследований по лексике и этимологии парижского жаргона. В 1875 году был избран членом Академии надписей и изящной словесности.
Брат писателя Дезире Низара и учёного Огюста Низара. Главные работы: «Camera lucida, portraits contemporains et tableaux de genre» (Париж, 1845), «Triumvirat liltéraire au XVI siècle» (1852; о Скалигере, Липсиусе и Казобоне), «Les ennemis de Voltaire» (1858), «Histoire des livres populaires depuis le XV stècle» (1854), «Les gladiateurs de la république des lettres au XV, XVI et XVII siècle» (1860), «Des chansons populaires chez les anciens et chez les Français» (1866), «Etude sur le langage populaire de Paris et de la banlieue» (1872).